# Градениго, Бартоломео

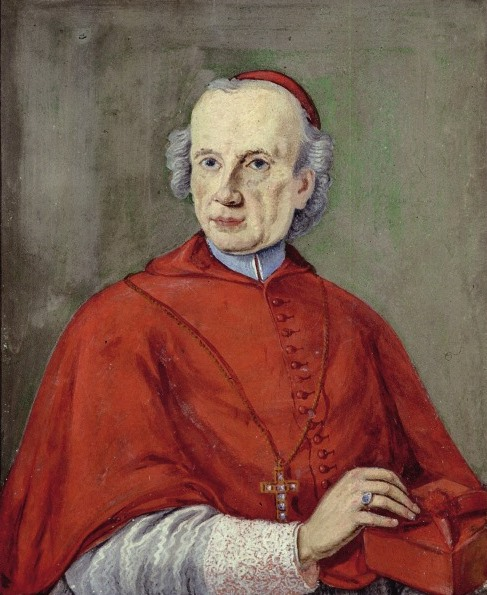
Бартоломео Градениго

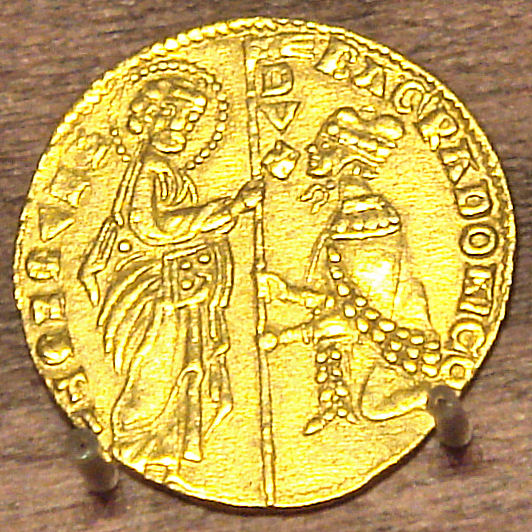
Золотой дукат времени правления Бартоломео Градениго.

Бартоломе́о Градени́го (итал. Bartolomeo Gradenigo; 1259 или 1260 — 28 декабря 1342) — 53-й венецианский дож.
Родился в благородной именитой семье, сделал карьеру удачливого и богатого купца. Был подеста в Рагузе и Каподистрии, исполнял обязанности прокуратора в Венеции. Обладал большой любовью к роскоши. Трижды состоял в браке, имел шестерых детей.

## Правление
Бартоломео Градениго был избран дожем 7 ноября 1339 года. Трёхлетний период правления престарелого дожа прошёл довольно тихо и мирно, без осложнений во внешней и внутренней политике, если не считать небольшого восстания на острове Крит и несколько стычек с турецкими флотилиями. Напротив, были, наконец-то, восстановлены дипломатические отношения с Генуей. Мирная жизнь настолько расслабила горожан, что, по расчётам современников, в городе, население которого составляло менее 150 000 человек, проживало более 11 000 проституток; на подобные признаки морального разложения с осуждением указывают многие современные летописцы.